# غوسبورت (دائرة انتخابية في المملكة المتحدة)
غوسبورت  (بالإنجليزية: Gosport)‏ هي إحدى الدوائر الانتخابية في المملكة المتحدة الممثلة في مجلس العموم في برلمان المملكة المتحدة.
عضو البرلمان الذي يمثلها حالياً هو :Peter Viggers (Con).